# Phoenix Hagen
El Phoenix Hagen es un club de baloncesto profesional de la ciudad de Hagen, que milita en la BBL, máxima categoría del baloncesto alemán. disputa sus partidos en el ENERVIE Arena, con capacidad para 3.035 espectadores.

## Historia
El club fue fundado en mayo de 2004 a partir de que se disolvió el Brandt Hagen. Brandt Hagen se vio obligado a dejar la Bundesliga inmediatamente en diciembre de 2003. Phoenix Hagen no es el sucesor de Brandt Hagen, sino un nuevo club independiente fundado para continuar con la tradición de baloncesto en Hagen. Phoenix Hagen jugó en la PRO A, la segunda liga de baloncesto alemán hasta la temporada 2008-09. El club pasó a llamarse BG DEK / Fichte Hagen. En la temporada 2008-09 en la Pro A Phoenix Hagen quedó en segundo lugar. Esta posición del equipo significó el ascenso a la Bundesliga para la temporada 2009-10.
A partir de la temporada 2008-09, el equipo femenino de Phoenix Hagen juega en la DBBL la segunda liga alemana femenina. Este equipo se crea en colaboración con el club deportivo TSV Hagen 1860, del que son originarios todos los jugadores.
Phoenix Hagen quiere promover jóvenes talentos de baloncesto para que lleguen a la alta competición a largo plazo. Los Phoenix Hagen Juniors juega en la división norte-oeste de la NBBL. En la primera temporada de la NBBL (2007-08), el equipo júnior de Phoenix se convirtió en vicecampeón.

## Registro por temporadas
| Temporada | División | Liga                     | Posición | Playoffs         |
| --------- | -------- | ------------------------ | -------- | ---------------- |
| 2004–05   | 2        | 2. Basketball Bundesliga | 11       | –                |
| 2005–06   | 2        | 2. Basketball Bundesliga | 4        | –                |
| 2006–07   | 2        | 2. Basketball Bundesliga | 9        | –                |
| 2007–08   | 2        | ProA                     | 6        | –                |
| 2008–09   | 2        | ProA                     | 2        | Ascenso          |
| 2009–10   | 1        | Bundesliga               | 16       | –                |
| 2010–11   | 1        | Bundesliga               | 11       | –                |
| 2011–12   | 1        | Bundesliga               | 15       | –                |
| 2012–13   | 1        | Bundesliga               | 8        | Cuartos de final |
| 2013–14   | 1        | Bundesliga               | 10       | -                |
| 2014–15   | 1        | Bundesliga               | 13       | -                |
| 2015–16   | 1        | Bundesliga               | 11       | -                |
| 2016–17   | 1        | Bundesliga               | 18       | Descenso         |
| 2017–18   | 2        | ProA                     | 7        | -                |

## Jugadores destacados
| - Thomas Dreesen - Tristan Blackwood - Jonathan Kale - Per Günther - Bernd Kruel - Oliver Herkelmann - Björn Schoo - Zygimantas Jonusas | - Mohammed Niang - David Bell - Jacob Burtschi - T.J. Carter - Jason Crowe - Donte Gennie - Dino Gregory - Michael Hakim Jordan | - Abe Lodwick - Quentin Pryor - Keith Ramsey - John Turek - Davin White - Bambale Osby - Adam Hess - Ziyed Chennoufi |